# Ветрала
Ветра̀ла (на италиански: Vetralla) е град и община в Централна Италия, провинция Витербо, регион Лацио. Разположен е на 162 m надморска височина. Населението на общината е 13 508 души (към 2010 г.).